# تطور الجنين الحيواني

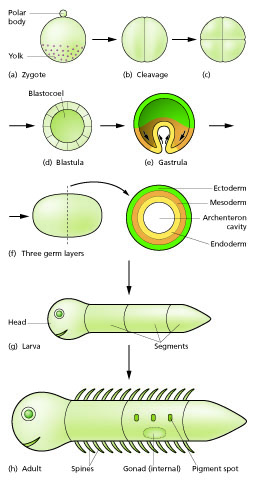
رسم تخطيطي لمراحل نمو جنين اليرقة ومرحلة البلوغ.

في علم الأحياء النمائي، التطور الجنيني الحيواني المعروف أيضًا باسم تكون الجنيني، هو المرحلة التطورية للجنين الحيواني. ويبدأ التطور الجنيني بإخصاب خلية البويضة (البويضة) بخلية الحيوان المنوي (الحيوان المنوي). وبمجرد إخصابها، تصبح البويضة خلية واحدة ثنائية الصبغيات تعرف باسم البويضة المُخصبة. تخضع البويضة المخصبة لانقساماتٍ فتيلية دون نموٍ ملحوظ (عملية تعرف باسم الانقسام) والتمايز الخلوي. بعد مروره عبر نقطة تفتيش تنظيمية خلال مُنتصف مرحلة تكون الجنين. في الثدييات، يشير المصطلح بشكل رئيسي إلى المراحل المبكرة من التطور قبل الولادة، في حين أن مصطلحي الجنين ونمو الجنين يصفان المراحل اللاحقة.
المراحل الرئيسية لتطور الجنين الحيواني هي كما يلي:
- تخضع البويضة المخصبة لسلسلة من الانقسامات الخلوية (تسمى الانقسام) لتشكيل بنية تسمى التوتية.
- تتطور التوتية إلى بنية تسمى الأريمة من خلال عملية تُسمى تكون الأريمة.
- تتطور الأريمة إلى بنية تسمى المعيدة من خلال عملية تسمى تكون المعيدة.
- ثم تخضع المعيدة للمزيد من التطو، بما في ذلك تشكيل الأعضاء (تكوين الأعضاء).

ثم يتحول الجنين إلى المرحلة التالية من النمو، والتي تختلف طبيعتها بين أنواع الحيوانات المختلفة (تشمل الأمثلة الممكنة التالية مراحل تكون الجنين واليرقة).

## الإخصاب والبيضة المخصبة
تكون البويضة بشكل عام خلية غير متماثلة، وتملك قطبًا حيوانيًا (الأديم الظاهر المستقبلي)، وتُغطى بأغلفة واقية، ذات طبقات مختلفة. الغلاف الأول الذي يتلامس مع غشاء البويضة مصنوع من البروتينات السكرية، ويعرف باسم الغشاء المحي (المنطقة الشفافة في الثدييات). تُظهر الأصنوفات المختلفة مغلفات خلوية وغير خلوية مختلفة للغشاء المحي.
الإخصاب هو اندماج الأمشاج لإنتاج كائن حي جديد. تتضمن العملية عند الحيوانات اندماج الحيوان المنوي مع البويضة، مما يؤدي في النهاية إلى نمو الجنين. وبحسب نوع الحيوان، قد تحدث العملية داخل جسم الأنثى في حالة الإخصاب الداخلي، أو خارج جسمها في حالة الإخصاب الخارجي. تُسمى خلية البويضة بعد تلقيحها بالبويضة الملقحة.
لمنع أكثر من حيوان منوي من تخصيب البويضة (تعدد الإمناء)، تستخدم البويضة الملقحة تقنيات إعاقة سريعة وإعاقة بطيئة لمنع تعدد الحيوانات المنوية. تحدث الإعاقة السريعة عن طريق إزالة استقطاب الغشاء بسرعة ثم عودته إلى طبيعته، ويحدث ذلك فور إخصاب البويضة بواسطة حيوان منوي واحد. تبدأ الإعاقة البطيئة في الثواني القليلة الأولى بعد الإخصاب عندما يؤدي إطلاق الكالسيوم إلى حدوث رد فعل قشري، إذ تفرَز إنزيمات مختلفة من الحبيبات القشرية في الغشاء البلازمي للبويضة، وتؤدي إلى توسيع وتصلب الغشاء الخارجي، مما يمنع دخول المزيد من الحيوانات المنوية.

## الانقسام والأريمة
يسمى الانقسام الخلوي بدون نمو كبير، والذي ينتج عنه مجموعة من الخلايا بنفس حجم الزيجوت الأصلي بالانقسام. تحدث أربعة انقسامات خلوية أولية على الأقل، وينتج عنها كرة كثيفة من ستة عشر خلية على الأقل تسمى التوتية. تسمى الخلايا المختلفة المشتقة من الانقسام (حتى مرحلة الأريمة) بالقسيمات الأريمية. يُصنف الانقسام بحسب كمية المح في البويضة إلى انقسام شمولي التنسج (كلي) أو انقسام جزئي التقسم (جزئي).
يحدث الانقسام الشمولي عند الحيوانات التي تحتوي بويضاتها الملقحة على القليل من المح، مثل البشر والثدييات الأخرى التي تتلقى الغذاء وهي أجنة من الأم، عبر المشيمة والحليب. يحدث الانقسام جزئي التقسم عند الحيوانات التي تحتوي بويضاتها على كمية أكبر من المح (أي الطيور والزواحف). بسبب إعاقة الانقسام في القطب الإنباتي، يكون هناك توزيع وحجم غير متساوٍ للخلايا، إذ تكون أكثر عددًا وأصغر في القطب الحيواني من البيضة الملقحة.
في البويضات التي يحدث فيها انقسام شمولي التنسج، يحدث الانقسام الأول دائمًا على طول المحور النباتي والحيواني للبيضة، ويكون الانقسام الثاني عموديًا على الأول. وبذلك يمكن تتبع الترتيب المكاني للقسيمات الأرومية بأنماطها المختلفة، بسبب اختلاف مستويات الانقسام في الكائنات الحية المختلفة.
تُعرف نهاية الانقسام باسم انتقال الطبقة الوسطى وتتزامن مع بداية النسخ في البويضة الملقحة.
في السائل الأمنيوسي، تتجمع خلايا التوتية في البداية بشكل وثيق، ولكن سرعان ما تصبح مرتبة أكثر وتشمل طبقة خارجية أو محيطية، لا تساهم في تشكيل الجنين، وتكون مسؤولة عن تكوين الأغلفة التي تحيط به فقط، وطبقة كتلة الخلايا الداخلية، التي يتطور منها الجنين. يتجمع السائل بين الأرومة الغاذية والجزء الأكبر من كتلة الخلية الداخلية، وبذلك تتحول التوتية إلى حويصلة تسمى حويصلة أديم الأريمة. ومع ذلك، تبقى كتلة الخلية الداخلية على اتصال مع الأرومة الغاذية عند قطب واحد من البويضة؛ يسمى هذا بالقطب الجنيني، لأنه يشير إلى الموقع الذي سيتطور فيه الجنين المستقبلي.

## تكون الأريمة
بعد أن يُنتِج الانقسام السابع 128 خلية، تتحول التويتة إلى أريمة. عادة ما تكون الأريمية طبقة كروية من الخلايا (أدمة الأريمة) تحيط بتجويف مملوء بالسوائل أو المُحّ (التجويف الأريمي أو الكيسة الأريمية).
تشكّل الثدييات في هذه المرحلة بنية تُدعى الكيسة الأريمية تتميز بكتلة خلوية داخلية تختلف عن كتلة الأريمية المحيطة بها. ويجب عدم الخلط بين الكيسة الأريمية والأريمة؛ على الرغم من أنها متشابهة في التركيب، فإن خلاياها لها مصير مُختلف. ففي الفأر، تنشأ الخلايا التناسلية البدائية من طبقة من الخلايا في الكتلة الخلوية الداخلية للكيسة الأريمية (أديم خارجي) نتيجة إعادة برمجة واسعة النطاق للجينوم.